# Dunlap (Kansas)
Dunlap és una població dels Estats Units a l'estat de Kansas. Segons el cens del 2000 tenia 81 habitants.

## Demografia
Segons el cens del 2000, Dunlap tenia 81 habitants, 25 habitatges, i 21 famílies. La densitat de població era de 136 habitants/km².
Dels 25 habitatges en un 52% hi vivien nens de menys de 18 anys, en un 72% hi vivien parelles casades, en un 12% dones solteres, i en un 16% no eren unitats familiars. En el 16% dels habitatges hi vivien persones soles el 8% de les quals corresponia a persones de 65 anys o més que vivien soles. El nombre mitjà de persones vivint en cada habitatge era de 3,24 i el nombre mitjà de persones que vivien en cada família era de 3,62.
Per edats la població es repartia de la següent manera: un 38,3% tenia menys de 18 anys, un 8,6% entre 18 i 24, un 27,2% entre 25 i 44, un 18,5% de 45 a 60 i un 7,4% 65 anys o més.
L'edat mediana era de 27 anys. Per cada 100 dones de 18 o més anys hi havia 100 homes.
La renda mediana per habitatge era de 42.500 $ i la renda mediana per família de 42.500 $. Els homes tenien una renda mediana de 43.750 $ mentre que les dones 22.083 $. La renda per capita de la població era de 12.939 $. Entorn del 9,1% de les famílies i el 6,3% de la població estaven per davall del llindar de pobresa.

## Poblacions més properes
El següent diagrama mostra les poblacions més properes.